# レイアウトシステム
レイアウトシステム（英: layout system）は、日本のアニメ制作における1工程であるレイアウトと呼ばれる設計図をもとにしてアニメを制作する方法である。

## 概要
レイアウトシステムとはレイアウトと呼ばれるカットの設計図を基本にしてアニメを制作する方法のことである。作画作業の前におこなわれるレイアウト（工程）で綿密にチェックが入ることで1カットの質が格段によくなり、作監修正やリテイクの発生も軽減させるので全篇にわたって質が均等に保たれるという利点がある。今敏の様に画力があり、レイアウト能力が高い監督の場合は絵コンテの段階で緻密に描き、それを拡大コピーしてほぼそのままレイアウトとして使用する例もある。

## レイアウト (素材)
アニメの素材におけるレイアウト（英: layout）はカットの完成画面を想定し背景の構図とキャラクターの動きや配置を決定してより緻密に描かれた設計図のことである。L/O とも略記される。
レイアウトは絵コンテの清書といった単純なものでは無く、画角の広さ、背景と動画を整合させるためのパース、想定されるレンズの種類、カメラワークを指定するためのフレームや目盛り、作画のための設定、美術スタッフのためのBOOKの指定、色彩設計のための明度の指定など様々な情報が込められており、各部署に分かれて作業するスタッフにとっては作業の基準となる仕様表であり、演出家にとっては演出する作品を撮影前に検討するシミュレーションの結果である。レイアウトはレイアウト用紙に描かれる。

### レイアウト用紙
レイアウトはカメラフレームが印刷され、タップ穴の開いた専用のレイアウト用紙に描かれる。日本動画協会が制定した推奨規格では用紙はA4横（297mm×210mm）、メインフレームの枠線は10インチ×5.625インチ（254mm×142.875mm）、メインフレームの補助として安全フレーム（縦横90%）とスキャンフレーム（縦横110%）を追加してもよいとされている。

### 3Dレイアウト
3Dレイアウトは3Dモデルに表現されたレイアウトである。
背景原図に相当する建築物や小物が簡易版あるいは本番向け3Dモデルで表現され、またキャラクターは簡易版3Dモデル・板ポリ（=キャラクターの書割）・作画のいずれかで表現される。従来の（2D）レイアウトと同じく、3Dレイアウトの詳細度は監督及び演出の方針によって様々である。
3Dレイアウトは高い再現性を特徴とする。一度モデリングしてしまえばバーチャルカメラにより様々な画角から撮影できるため、同じ場所の別シーンや別カットでも一貫した（小物抜けや間取り矛盾の無い）レイアウトを提示できる。また背景・人物・カメラの位置を3D空間内の座標として持つため、「全く同じ構図で別の場所・キャラへカット切り替え」のような演出に必要な一貫性を容易に確保できる。
また3Dレイアウトは高い効率性を特徴とする。一度モデリングしてしまえばバーチャルカメラの位置と画角及びキャラクターの位置を調整できるため、絵コンテの意図がうまく反映されていなかったあるいは絵コンテ時に想定しきれなかった調整点があったとしても、リテイクせずその場で即座に画面構成を調整できる。また3D背景美術を採用する作品では背景モデルをそのままレイアウトの背景部へ流用でき、レイアウト専用のモデリングを不要にできる。
更に3Dレイアウトはパースの正確さを特徴とする。バーチャルカメラにより数学的に正しい透視投影をおこなうため常にパースが正確であり、作画時に背景とキャラクターのサイズ感を正しくガイドできる。例えば多数のキャラクターが入り乱れるシーンでのパース保証により原画マンの負担を軽減できる。原画マンの腕に依らない、不安定な制作体制における品質確保としても効果的である。
2024年現在、作画アニメにおける3Dレイアウトの利用は標準的な選択肢の1つになっている。全カットでの採用よりフィットするカットに限った利用が主で、例えば『薬屋のひとりごと』(2023-24) では1話あたり約200カット（全体の80%）で3Dレイアウトが利用されている。

### 背景原図
背景原図（）はレイアウトの背景部分である。原図とも略称される。
レイアウトはチェック後にコピーされて背景原図となる。必要に応じてレイアウトの背景部を抜き出したり情報メモを追加したりされる。このコピーを更に整理・監修したものを背景原図と呼ぶ場合もある（この整理を原図整理と呼び整理されたものは原図とは呼ばない、という場合もある）。

### レイアウトラフ原画
レイアウトラフ原画（）はレイアウトとラフ原画のセットである。LOラフ原、第一原画、一原とも。
背景原図のもとになるレイアウトとアニメーションのアタリになるラフ原画のセットがLOラフ原である。レイアウトを画面構成の設計図とすれば、LOラフ原はムービーの設計図にあたる。LOラフ原には3つの用途がある。1つは「線撮の素材」であり、これは早期編集やアフレコを目的とする。もう1つは「監修対象」であり、これはラフ段階/原画前でのチェックを目的とする。もう1つは「分業境界」であり、これは一原/二原の分業を目的とする。採用される制作体系によりどの用途かは異なる。
LOラフ原が制作工程に登場するのはレイアウトシステム（レイアウト単体に検査をおこなう制作体系）とは限らない。レイアウト単体検査を飛ばし、コンテ→LOラフ原→検査→原画という手順を踏むシステム（ラフ原システム、二原システム）でもLOラフ原が登場する。

### レイアウト作監修正
レイアウト作監修正（）は作画監督が描いたレイアウト系素材の修正である。
レイアウト作監修正はレイアウト系素材（レイアウトのみ or LOラフ原+タイムシート）に対する作画監督の修正がかかれた画である。レイアウト系素材を下敷きにして部分修正が修正用紙に描き込まれている。全修正の場合は作画監督の手によって1から修正用紙に描かれる。
レイアウト作監チェックにて描かれ、後工程の原画へと渡される（「戻し」と呼ばれる）。

## レイアウト (工程)
アニメの制作工程におけるレイアウトは、絵コンテと原画の間に挟まる工程である。
レイアウト作成は作画打ち合わせで担当カットを割り振られた原画マンが行うことが多いが、専門のレイアウトマンに任せる場合もある。提出されたレイアウトを演出家が見て絵コンテの意図が盛り込まれているかなどをチェックし、次に作画監督が作画的な監修をおこなう（レイアウト作監修正）。場合によっては更に総作画監督のチェックをおこなう。
レイアウトにOKが出たら、アニメーターはレイアウトをもとに原画を描く。美術はレイアウトを原図としこれをもとに背景（BG）を描く。レイアウトには組み線が描かれており、原画と原図がこれを厳守することでキャラクターと背景の分業が可能になっている。

### レイアウトチェック
レイアウトチェックは原画マンが描いたレイアウト系素材を監修・修正する工程である。
レイアウトチェックが監修対象とする素材は現場によって異なる。古典的なレイアウトシステムであればレイアウトのみが対象となり、ラフ原システム/二原システムであればLOラフ原とタイムシートが監修対象になる。これは各システムの狙いによる違いであり、この工程で画面構成を抑えたいか演技まで抑えたいかの違いによる。
レイアウトチェックはレイアウト演出チェックとレイアウト作監チェックの二段階を経る。

#### レイアウト演出チェック
レイアウト演出チェック（）は原画マンが描いたレイアウト系素材を演出が監修・修正する工程である。

#### レイアウト作監チェック
レイアウト作監チェック（）は原画マンが描いたレイアウト系素材を作画監督が監修・修正する工程である。
レイアウト作監チェックでは線画レベルでの背景・キャラクター（・演技）が監修される。前工程にレイアウト演出チェックがあるため、演出的監修よりも作画的（例: パース、キャラクター設定、画風）な監修がおこなわれる。チェックの結果であるレイアウト作監修正が原画マンへ戻されることでこの工程は終了し、次の原画へ移る。

## 歴史
従来は絵コンテから直接背景原図と共に原画を起こすのが一般的であった（直原方式）。各カットの担当アニメーターが絵コンテの情報から原画を描き、それらを作画監督がチェックし、絵柄や動きが間違っていれば修正やリテイクをかけるという方法が一般的だった。
初めてレイアウトシステムを本格的に導入した作品は1974年放映の『アルプスの少女ハイジ』とされ、高畑勲演出の下、宮崎駿が全カットのレイアウト（画面構成）を担当した。宮崎は風景や建物の内外の設計、大道具・小道具の設定を行う場面設定を受け持ちながら毎週1話あたり300枚を超えるレイアウトやラフ原画を仕上げ、それを1年間続けるという超人的な仕事を成し遂げている。
1979年放送の『機動戦士ガンダム』の一部の話数では、アニメーション・ディレクターの安彦良和が全カットのレイアウトと動きのガイドとなるラフ原画を描き、若手のアニメーターが原画に清書しタイムシートを付けて動画に送るという「第一原画システム」を試行した。総監督の富野喜幸からは「いい仕事をしてくれた」と褒められたという。ハードな制作状況下で、画力と筆速が並外れていた安彦ゆえに成立したシステムだったが、編集ベースの劇場版でもこの手法で新規作画カットを追加している。さらに、安彦が設立した九月社で作画した『クラッシャージョウ』（1983年）や『巨神ゴーグ』（1984年）でも採用された。
レイアウトシステムの効果を実証したのが、平成初期に押井守が監督した一連のアニメ映画作品である。押井は『うる星やつら2 ビューティフル・ドリーマー』『天使のたまご』で小林七郎に学びレイアウトの重要性に気付き、『機動警察パトレイバー the Movie』（1989年）から『機動警察パトレイバー 2 the Movie』（1993年）、『GHOST IN THE SHELL / 攻殻機動隊』（1995年）へ至る過程でレイアウト中心の制作手法を確立。押井は「パトレイバー2」ではレイアウト作業を5カ月近く徹底的にやり、作画作業は3カ月くらいだったと話しており、「レイアウトでものを作る」という方法が「僕がアニメーションの仕事で成し遂げた最高の仕事じゃないかと思う」と自負している。1994年にはアニメ業界におけるレイアウトマンの慢性的な不足な状況を解消するべく、「パトレイバー2」で使用されたレイアウトを題材に1カットごとの演出意図を解説し、現場スタッフやスタッフを目指す人々への実践教本を想定した『Methods 押井守・「パトレイバー2」演出ノート』を上梓。アニメ業界全体のレイアウトシステム普及に大きな影響を与えた。ただし、主要スタッフの黄瀬和哉は「カメラのレンズを意識したレイアウト・システムは、あくまで押井さんの方法論であって、他の映画全てに通用するものではない。それなのに『こう作らなければいけないんだ』と捉えられるところがあって、『違うのにな』と思ったことがありました」と述べている。
現在では各原画マンが自分の持ちカットのレイアウトを描き、作画監督と演出がチェックするという形でほとんどのTVアニメでレイアウトシステムが導入されている。また、近年のデジタル化に伴って、作業効率化およびクオリティの底上げを目的に、建物などを3Dであらかじめ組んで大枠のレイアウトを決め込んだ3Dレイアウトが普及しつつある。　